# 崔茂宣
崔茂宣（チェ・ムソン、朝鮮語: 최무선、1325年? - 1395年）は、高麗末期の発明家。慶尚道永川出身。生年月日の記録は残っていないが、1325年生まれという説がある。父は官吏に支給する米の倉庫の番人の長であった。

## 経歴
幼い頃から中国語が上手で、ものを作るのが大好きだった。当時、高麗には前期倭寇が襲来しており、茂宣は倭寇撃退のために火薬の必要性を感じていた。そのために礼成江にある国際貿易港碧瀾島に行った。そこなら火薬製造の知識を持つ元人に会えるかもしれないと考えての行動であった。そして1376年に明人の李元に出会い、彼を丁重にもてなして火薬の製造法を学ぼうとした。当時の中国では火薬製造法を秘密にしていたが、ついに根負けした李元は、大凡の方法以外にも製造の核心部分である焔硝製造の秘訣を伝授した。しかし李元の教えた知識だけでは、火薬を完成させることが出来なかったために、実験と研究を重ねてついに火薬の製造に成功した。
1377年、茂宣は朝廷に建議して火桶都監を創設してもらい、そこの責任者となった。茂宣は兵器の開発に力を注ぎ、大将軍、二将軍、三将軍、六火石砲、火砲、信砲（大砲）火箭、流花、走火（砲弾）など8の火砲と5種の砲弾を開発した。1378年には再び建議して火桶放射軍を創設した。しかしここで新たな課題が浮上した。今のままでは陸地に接近した倭寇を殲滅できても海上に逃げる倭寇には効果がないため、火砲を搭載した軍船を建造する必要に迫られた。茂宣は火砲を搭載できる船を開発をするという難題を乗り越え、更には火薬が湿気るのを防ぐ装置を整えた船を開発し、1380年に100隻、3000名の水軍部隊が創設された。
1380年、崔茂宣は副元帥として、元帥の羅世と共に80隻の水軍を率いて鎮浦（現・群山市）に来襲した倭寇500隻の大部分を火砲によって撃沈した。1383年には鄭地が火砲により、南海で倭寇を殲滅。1389年には朴葳が火砲を以て日本の対馬を攻撃し倭船300隻を破壊した。
1395年死去。
著書に火薬製造、火砲、弾丸の製造法を記した火薬修練之法がある。
茂宣の意志は息子の崔海山に引き継がれ、李朝で重用されることとなった。

## 名を付けられた艦船
- 張保皐級潜水艦（209型潜水艦）の三番艦「崔茂宣」の艦名は崔茂宣に由来している。